# 빌헬름 테슬레프
빌헬름 알렉산데르 테슬레프(핀란드어: Wilhelm Aleksander Thesleff, 1880년 7월 27일 비푸리 - 1941년 3월 26일 헬싱키)는 핀란드의 군인이다. 핀란드 초대 방위장관을 역임했다.
1894년 하미나 사관후보생 학교에서 군사 경력을 시작했다. 1901년 학교를 졸업하고 1904년-1907년 상트페테르부르크의 니콜라이 장군참모 아카데미에서, 1910년-1911년 장교기병학교에서 공부했다. 1912년 6월 12일 중령으로 승진했다.
테셀레프는 제1차 세계 대전에 러시아 육군으로서 참여했다. 1917년 리가에서 독일군에게 포로로 잡혔다. 1917년 10월 핀란드 군사위원회에서 독일군에 복무하는 핀란드 엽병대대와 핀란드 사이의 연락 담당자로 테슬레프를 요구하여 독일군에서 그를 핀란드로 넘겼다. 테슬레프는 인망이 없던 니콜라이 멕스몬탄을 밀어냈다. 1917년 11월 6일에서 1918년 2월 25일까지 제27엽병대대 대대장을 지냈다. 이후 핀란드 내전 때는 독일군 동해사단과의 연락장교를 맡았다.
내전이 끝난 뒤 테슬레프는 1918년 5월 27일에서 11월 27일까지 유호 쿠스티 파시키비의 내각에서 전쟁대신을 맡았다. 1918년 6월 14일 소장으로 승진했다. 카를 프레드릭 빌카마 소장이 핀란드군 대총장직에서 사임하자 1918년 8월 13일부터 잠시 대총장을 겸임했다.
파시키비 내각은 독일 제국에 의존하는 정치를 했고, 독일이 1차대전에서 패망하자 총사퇴했다. 테슬레프의 정치 경력도 내각 총사퇴와 함께 끝났다.